# Bob Backlund
Robert Lee "Bob" Backlund (født 14. august 1949) er en tidligere amerikansk wrestler, der i mere end 30 år dominerede wrestlingindustrien. I sin karriere blev han verdensmester i World Wide Wrestling Federation (i dag WWE) to gange ved at vinde henholdsvis WWWF World Heavyweight Championship i 1978 og WWF Championship i 1994. Hans første periode (1978-1983) som verdensmester er den andenlængste i WWE's historie og er længere end Hulk Hogans dominans i 1980'erne som WWF-verdensmester, men kortere end Bruno Sammartinos dominans i 1970'erne. I 2013 vil Bob Backlund blive indlemmet i WWE Hall of Fame.